# James Hamilton (8e comte d'Abercorn)
Pour les articles homonymes, voir James Hamilton et Hamilton.
James Hamilton (22 octobre 1712 - 9 octobre 1789) est un pair écossais et irlandais. Il hérite de vastes domaines en Irlande, où il construit un hôtel particulier, et acquiert de nouveau certaines des terres ancestrales de la famille en Écosse.

## Biographie

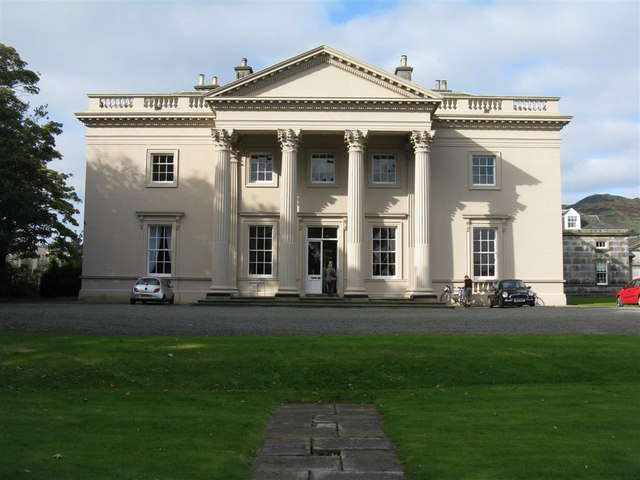
Duddingston House

Il est le fils aîné de James Hamilton (7e comte d'Abercorn) et Anne Plumer, et est né à Queen Square, Londres le 22 octobre 1712. Il s'inscrit à Christ Church, Oxford le 10 octobre 1729. Le 22 mars 1736 il est convoqué à la Chambre des lords irlandaise par décret accéléré sous le nom de baron Mountcastle. Il succède à son père en tant que comte d'Abercorn en 1744.
Au moment de sa succession, les terres de la famille en Écosse sont depuis longtemps dissipées. Il commence à les rassembler, achetant la baronnie féodale de Duddingston à Édimbourg en 1745. Il est admis au Conseil privé d'Irlande le 20 avril 1756, où il hérite de vastes terres. En 1760, il commande à Sir William Chambers la conception de la classique Duddingston House. De 1761 à 1787, il est un pair représentant des conservateurs pour l’Écosse. Horace Walpole note qu'Abercorn est exceptionnellement laconique.
Il continue à racheter d'anciennes terres familiales en Écosse, acquérant la seigneurie de Paisley en 1764 de Thomas Cochrane (8e comte de Dundonald). Il a aussi un siège à Witham, Essex, et construit une grande maison neuve à Baronscourt en Irlande de 1779 à 1781. Il commence le développement de la nouvelle ville de Paisley en 1779, à travers la rivière Cart depuis la vieille ville.
Sa résidence principale est Duddingston House près d’Édimbourg.
A la Chambre des Lords, il s’oppose à l’abrogation du Stamp Act en 1766 et au projet de loi sur les Indes orientales présenté par la coalition Fox-North en 1783. Le 24 août 1786, il est créé vicomte Hamilton, dans la pairie de Grande-Bretagne, avec son neveu John comme héritier. Le 13 février 1787, le Comité des privilèges crée un précédent en décidant que celui-ci devait quitter son siège de pair représentatif de l'Écosse. Il meurt à Boroughbridge le 9 octobre 1789 alors qu'il voyage et est enterré à l'Abbaye de Paisley. Tous ses titres passent à son neveu John.